# Jörg Ernert

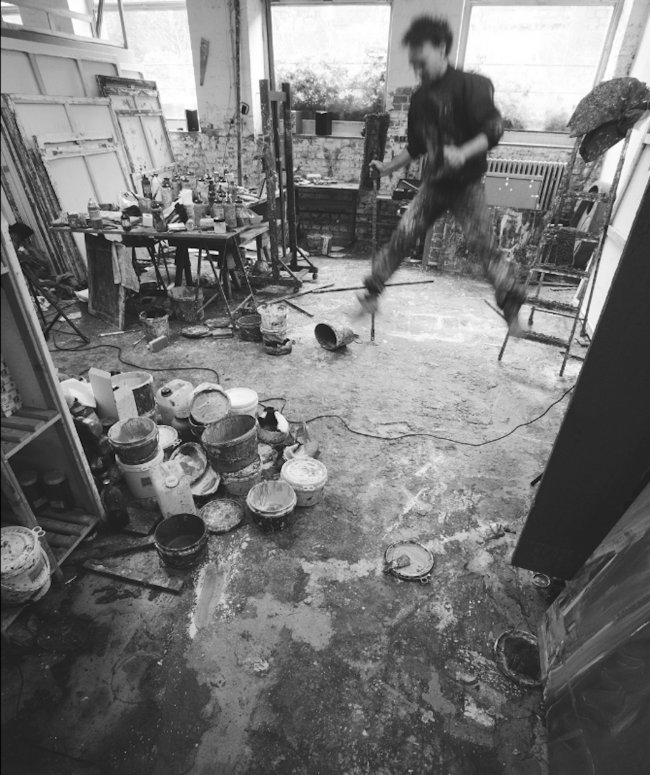
Jörg Ernert

Jörg Ernert (* 1974 in Leipzig) ist ein deutscher Künstler.

## Werdegang
1991 bis 1996 studierte er an der Hochschule für Grafik und Buchkunst Leipzig unter anderem bei Wolfram Ebersbach und Neo Rauch. Sein Diplom erhielt er mit Auszeichnung in der Fachklasse für Malerei und Grafik bei  Sighard Gille, bei dem er 1998 bis 2001 auch in einem Aufbaustudium als Meisterschüler abschloss. Ernert unterbrach seine Ausbildung in Leipzig für einen 1996 für einen freien Studienaufenthalt in New York City. 2004 erhielt er einen Lehrauftrag der HBG Leipzig, 2012 folgte die Professur für Malerei, Zeichnung und Komposition, ebenfalls an der HBG. 2008 war er zudem Dozent der Leipziger Sommerakademie.
Jörg Ernert lebt und arbeitet in Leipzig.

## Kunst
Ernerts bevorzugtes Interesse gilt der Frage, wie weit Abstraktion gehen kann, wenn der Gegenstand noch erkennbar bleiben soll, auf welche Weise Reduktion das Bild bereichert. Seine Serien „Kletterhalle“ und „Chinatown“ beantworten das im Bezug auf das Genre der Interieurmalerei tiefgreifend. Die „Nachbilder“ rollen das Thema noch umfassender auf. Sie analysieren ein Phänomen, das schon Rubens, Rembrandt oder Tizian faszinierte: Kunstwerke wirken am lebendigsten, wenn sie dem Auge nur ein optisches Gerüst liefern, welches vom Gedächtnis komplettiert wird – und zwar nicht nur mit visuellen Erinnerungen, sondern auch mit Geruch, Geschmack, Empfindungen und Erinnerungen aller Art.

## Stipendien und Preise
- 2000 Stipendium der Eduard Bargheer-Stiftung
- 2001 Stipendium des Freistaates Sachsen
- 2006 Preis der 13. Leipziger Jahresausstellung
- 2011 Aufenthaltsstipendium der Kunsthalle Luckenwalde[3]

## Einzelausstellungen (Auswahl)
- 2011 Kunsthalle Vierseithof, Luckenwalde
- 2010 Malerei. Kunstverein Kunst und Kultur zu Hohenaschau e.V., Aschau
- 2012 Kletterhalle. Galerie Rothamel, Frankfurt
- 2015 Nachbilder. Galerie Rothamel, Erfurt

## Ausstellungsbeteiligungen (Auswahl)
- 2002 Zweidimensionale. Kunsthalle der Sparkasse Leipzig
- 2005 Sammlung MARTA Herford
- 2006 another world part II, Arario Gallery, Peking
- 2007 Kopf oder Zahl, Kunstraum NOE, Wien
- 2009 16. Leipziger Jahresausstellung
- 2009 Visite. Kunstverein Speyer
- 2009 Hellwach gegenwärtig. Museum der bildenden Künste Leipzig
- 2010 Die Steile. Kunsthalle Arnstadt
- 2011 Kiessling, Ernert, Wachter. Kunstverein Kunst und Kultur zu Hohenaschau e.V., Aschau
- 2012 Hallenmeisterschaft Kunst + Kultur, Baruth
- 2013 abstrakt konkret konstruktiv. Kunsthalle der Sparkasse, Leipzig
- 2013 Zkuste Lipsko. Galerie Caesar, Olomouc, Czech Republic
- 2013 Leipzig-Berlin-Wroclaw in Nysa. Museum Nysa, Polen
- 2013 Milschglaskino. Museum Junge Kunst Frankfurt/Oder
- 2013 Palais Liechtenstein Feldkirch, Österreich
- 2017 Der Kampf. Galerie Rothamel, Frankfurt[4]

## Publikationen (Auswahl)
- Hallenmeisterschaft. Kunst + Kultur Verein Alte Schule Baruth, 2012
- 16. Leipziger Jahresausstellung, 2009
- HELLWACH GEGENWÄRTIG. Ausblicke auf die Sammlung MARTA Herford, 2009. ISBN 978-3-938433-15-7
- Kunstbrand.–Bilder für die Freie Waldorfschule Leipzig, 2009
- Sammlung zeitgenössischer Malerei und Grafik der VNG Leipzig, 2006